# Aartsbisdom Tokio
Het aartsbisdom Tokio (Latijn: Archidioecesis Tokiensis, Japans: カトリック東京大司教区, katorikku Tōkyō daishikyōku) is het metropolitaan aartsbisdom van de Rooms-Katholieke Kerk in Japan. Het werd als apostolisch vicariaat in 1846 opgericht door paus Gregorius XVI en kreeg in 1876 de naam Apostolisch Vicariaat Noord-Japan van paus Pius IX. Paus Leo XIII verhief het vicariaat in 1891 tot aartsbisdom. De suffragane bisdommen zijn:
- Bisdom Niigata
- Bisdom Saitama
- Bisdom Sapporo
- Bisdom Sendai
- Bisdom Yokohama

De zetel van het aartsbisdom is de Mariakathedraal in Tokio.

## Lijst van vicarissen en aartsbisschoppen
- Théodore-Augustin Forcade, MEP (1846 - 1852)
- C. Collin ( 1852 - ?)
- Bernard-Thadée Petitjean, MEP (1866 - 1876)
- Pierre-Marie Osouf, MEP (1876 - 1906), eerste aartsbisschop
- Pierre-Xavier Mugabure, MEP (1906 - 1910)
- François Bonne, MEP (1910 - 1912)
- Jean-Pierre Rey, MEP (1912 - 1926)
- Jean-Baptiste-Alexis Chambon, MEP (1927 - 1937)
- Peter Tatsuo Doi (1937 - 1970)
- Peter Seiichi Shirayanagi (1970 - 2000)
- Peter Takeo Okada (2000 - 2017)
- Tarcisio Isao Kikuchi (2017 – )

- Virtual International Authority File: 260548617

Fukuoka · 
Hiroshima · 
Kagoshima · 
Kioto · 
Nagasaki · 
Nagoya · 
Naha · 
Niigata · 
Oita · 
Osaka-Takamatsu · 
Saitama · 
Sapporo · 
Sendai · 
Tokio · 
Yokohama